# Цимлова, Дениса
Дениса Цимлова (чеш. Denisa Cimlová; род. 21 июля 2003, Прага, Чехия) — чешская фигуристка, выступающая в танцах на льду. В паре с Йоти Полицоакисом серебряный призёр чемпионата Чехии (2023).

## Биография
Начала заниматься фигурным катанием в четыре года в Академии Томаша Вернера. Сперва соревновалась в одиночном катании.
В 2019 году перешла в танцы на льду, образовав пару с Вилемом Главсой. Они катались вместе на протяжении трёх сезонов. В 2020 году заняли восьмое место на юношеских Олимпийских играх. В следующих двух сезонах становились чемпионами Чехии среди юниоров, а также выступили на юниорском чемпионате мира. Весной 2022 года пара распалась.
В июне 2022 года составила дуэт Йоти Полицоакису. В начале сезона они оказались тринадцатыми на «челленджере» Budapest Trophy. Затем завоевали три медали — бронзу на Mezzaluna Cup, золото в рамках Pavel Roman Memorial, а также стали серебряными призёрами чемпионата Чехии. Спустя полгода совместного катания они прекратили сотрудничество по инициативе Полицоакиса.
В период выступлений с обоими партнёрами — Главсой и Полицоакисом — тренировалась под руководством Барбары Фузар-Поли, Роберто Пелиццолы и Лукаша Чёллеи, которые также являлись хореографами-постановщиками.

## Результаты
CS: Challenger Series
В одиночном катании
| Соревнования                | 17/18                       |
| Международные среди юниоров | Международные среди юниоров |
| --------------------------- | --------------------------- |
| Santa Claus Cup             | 12                          |

В паре с Вилемом Главсой
| Соревнования                | 19/20                       | 20/21                       | 21/22                       |
| Международные среди юниоров | Международные среди юниоров | Международные среди юниоров | Международные среди юниоров |
| --------------------------- | --------------------------- | --------------------------- | --------------------------- |
| Чемпионат мира              |                             |                             | 21                          |
| Олимпийские игры            | 8                           |                             |                             |
| Гран-при Австрии            |                             |                             | 10                          |
| Гран-при Италии             | 16                          |                             |                             |
| Гран-при России             | 15                          |                             |                             |
| Mezzaluna Cup               |                             |                             | 3                           |
| Egna Trophy                 |                             | 3                           |                             |
| Golden Spin                 | 8                           |                             |                             |
| Halloween Cup               | 10                          |                             |                             |
| NRW Summer Trophy           | 12                          |                             |                             |
| Национальные среди юниоров  |                             |                             |                             |
| Чемпионат Чехии             | 2                           | 1                           | 1                           |

В паре с Йоти Полицоакисом
| Соревнования         | 22/23         |
| Международные        | Международные |
| -------------------- | ------------- |
| CS Budapest Trophy   | 13            |
| Pavel Roman Memorial | 1             |
| Mezzaluna Cup        | 3             |
| Национальные         |               |
| Чемпионат Чехии      | 2             |